# Grand Prix des Nations (course hippique)
Pour les articles homonymes, voir Grand Prix des Nations.
Le Grand Prix des Nations (en italien Gran Premio delle Nazioni) est une course hippique de trot attelé se déroulant fin octobre ou début novembre. Elle a eu lieu sur l'hippodrome de San Siro à Milan (Italie) jusqu'en 2012, à Turin en 2013 et 2018, à Agnano en 2014 et à nouveau à Milan, mais sur le nouvel hippodrome de La Maura, de 2015 à 2017 et à partir de 2019.
C'est une course internationale de Groupe I réservée aux chevaux de 4 ans et plus. La première édition eut lieu en 1952. Elle fut une étape du Grand Circuit européen de trot jusqu'à sa suppression en 2012.
Elle se court sur la distance de 2 100 mètres, départ à l'autostart, et son allocation s'élève à 220 000 €.

## Palmarès
| Année | Vainqueur          | Pays       | Père             | Driver              | Entraîneur            | Deuxième           | Troisième           | Réd.km |
| ----- | ------------------ | ---------- | ---------------- | ------------------- | --------------------- | ------------------ | ------------------- | ------ |
| 2024  | Always Ek          | Italie     | Filipp Roc       | Magnus Djuse        | Alessandro Gocciadoro | Go on Boy          | Dolce Viky          | 1'10"9 |
| 2023  | Vivid Wise As      | Italie     | Yankee Glide     | Matthieu Abrivard   | Alessandro Gocciadoro | Go on Boy          | Héliade du Goutier  | 1'13"4 |
| 2022  | Vivid Wise As      | Italie     | Yankee Glide     | Matthieu Abrivard   | Alessandro Gocciadoro | Vernissage Grif    | Usain Töll          | 1'12"3 |
| 2021  | Vivid Wise As      | Italie     | Yankee Glide     | Matthieu Abrivard   | Alessandro Gocciadoro | Zaccaria Bar       | Rushmore Face       | 1'13"4 |
| 2020  | Billie de Montfort | France     | Jasmin de Flore  | Gabriele Gelormini  | Sébastien Guarato     | Chief Orlando      | Valokaja Hindo      | 1'12"1 |
| 2019  | Cokstile           | Norvège    | Quite Easy       | Antonio di Nardo    | Gennaro Casillo       | Vitruvio           | Vivid Wise As       | 1'11"2 |
| 2018  | Uragano Trebi'     | Italie     | Nad Al Sheba     | Roberto Vecchione   | Holger Ehlert         | Tamure Roc         | Timone Ek           | 1'13"2 |
| 2017  | Uza Josselyn       | Suisse     | Love You         | Gabriele Gelormini  | René Aebischer        | Timone Ek          | Tony Gio            | 1'12"2 |
| 2016  | Princess Grif      | Italie     | Varenne          | Roberto Andreghetti | Fabrice Souloy        | Timone Ek          | Timoko              | 1'14"4 |
| 2015  | Moses Rob          | Italie     | Ganymède         | Roberto Vecchione   | Salvatore Carro       | Nephenta Lux       | Pascia' Lest        | 1'13"2 |
| 2014  | Prussia            | Italie     | Ken Warkentin    | Pietro Gubellini    | Harri Rantanen        | Pace del Rio       | Napoleon Bar        | 1'11"8 |
| 2013  | Marielles          | Italie     | Kick Tail        | Roberto Andreghetti | Fabrice Souloy        | Timoko             | Linda di Casei      | 1'13"7 |
| 2012  | Noras Bean         | Suède      | Super Arnie      | Stefan Söderkvist   | Ulf Stenströmer       | Leben RL           | Linda di Casei      | 1'12"1 |
| 2011  | Beanie M.M.        | Suède      | Super Arnie      | Johnny Takter       | Morten Waage          | Leben RL           | Noras Bean          | 1'11"9 |
| 2010  | Olga du Biwetz     | France     | Cezio Josselyn   | Jean-Michel Bazire  | Fabrice Souloy        | Lisa America       | Irving Rivarco      | 1'12"1 |
| 2009  | Opal Viking        | Suède      | Turnpike Taylor  | Jorma Kontio        | Nils Enqvist          | Triton Sund        | Torvald Palema      | 1'12"8 |
| 2008  | Opal Viking        | Suède      | Turnpike Taylor  | Jorma Kontio        | Nils Enqvist          | Filipp Roc         | Algiers Hall        | 1'12"6 |
| 2007  | Oiseau de Feux     | France     | Biesolo          | Jean-Michel Bazire  | Fabrice Souloy        | Torvald Palema     | Camilla Highness    | 1'12"6 |
| 2006  | Express Road       | Italie     | Passionnant      | Andrea Guzzinati    | Giuseppe Guzzinati    | Giant Diablo       | Frisky Bieffe       | 1'14"  |
| 2005  | Lets Go            | Allemagne  | Aristote         | Enrico Bellei       | Holger Ehlert         | Malabar Circle Ås  | Lejacque d'Houlbec  | 1'13"6 |
| 2004  | Digger Crown       | Suède      | Lindy's Crown    | Stig H. Johansson   | Stig H. Johansson     | Freiherr As        | Tag the Devil       | 1'12"6 |
| 2003  | H.P. Paque         | États-Unis | Tabor Lobell     | Jorma Kontio        | Trond Smedshammer     | Zinzan Brooke Tur  | Java Darche         | 1'13"2 |
| 2002  | Victory Tilly      | Suède      | Quick Pay        | Stig H. Johansson   | Stig H. Johansson     | Fan Idole          | Lengendary Lover K. | 1'12"7 |
| 2001  | Victory Tilly      | Suède      | Quick Pay        | Torbjörn Jansson    | Stig H. Johansson     | Remington Crown    | Zambesi Bi          | 1'13"6 |
| 2000  | Blue Fighter       | Norvège    | Laddie Blue Chip | Olav Mikkelborg     | Olav Mikkelborg       | Atom Tess          | Finish              | 1'14"6 |
| 1999  | Varenne            | Italie     | Waikiki Beach    | Giampaolo Minnucci  | Jori Turja            | Moni Maker         | Nuke it Linsay      | 1'13"7 |
| 1998  | Moni Maker         | États-Unis | Speedy Crown     | Joseph Verbeeck     | Jimmy Takter          | Louise Laukko      | Défi d'Aunou        | 1'13"1 |
| 1997  | Moni Maker         | États-Unis | Speedy Crown     | Johnny Takter       | Jimmy Takter          | Wesgate Crown      | Huxtable Hornline   | 1'13"4 |
| 1996  | Crowning Classic   | États-Unis | Crowning Point   | Mauro Baroncini     | Mauro Baroncini       | Wesgate Crown      | Sec Mo              | 1'12"3 |
| 1995  | Crowning Classic   | États-Unis | Crowning Point   | Mauro Baroncini     | Mauro Baroncini       | Copiad             | Ina Scot            | 1'13"8 |
| 1994  | Giant Force        | États-Unis | Meadow Road      | Olle Goop           | Olle Goop             | Bahama             | Charmy Skeeter      | 1'14"6 |
| 1993  | Meadow Prophet     | États-Unis | Speedy Somolli   | Lars Gustafsson     | Lars Gustafsson       | Campo Ass          | Texas Express       | 1'15"  |
| 1992  | Kosar              | États-Unis | Speedy Somolli   | Berndt Lindstedt    | Stig H. Johansson     | Incredible D.J.    | Crown Invitation    | 1'14"3 |
| 1991  | Atas Fighter L.    | Suède      | Quick Pay        | Torbjörn Jansson    | Torbjörn Jansson      | Yourworstnightmare | Cayster             | 1'14"8 |
| 1990  | Peace Corps        | États-Unis | Baltic Speed     | Stig H. Johansson   | Stig H. Johansson     | Beseiged           | Yourworstnightmare  | 1'13"8 |
| 1989  | Indro Park         | Italie     | Sharif di Iesolo | Lorenzo Baldi       | Lorenzo Baldi         | Mack Lobell        | Columbus Laukko     | 1'14"2 |
| 1988  | Grades Singing     | États-Unis | Texas            | Olle Goop           | Olle Goop             | Mack the Knife     | Hollyhurst          | 1'15"5 |
| 1987  | Grades Singing     | États-Unis | Texas            | Olle Goop           | Olle Goop             | Pay Nibs           | Hollyhurst          | 1'14"1 |
| 1986  | Noble Atout        | France     | Ura              | Jan Kruithof        | Jan Kruithof          | Megabucks          | Elgin Almahurst     | 1'15"7 |
| 1985  | Micron Hanover     | États-Unis | Super Bowl       | Eduardo Gubellini   | Eduardo Gubellini     | Minou du Donjon    | Lapito              | 1'15"7 |
| 1984  | Meadow Road        | Suède      | Madison Avenue   | Torbjörn Jansson    | Torbjörn Jansson      | Micado C.          | Victoria S.         | 1'15"  |
| 1983  | Micado C.          | Suède      | Garry Håleryd    | Ulf Nordin          | Ulf Nordin            | Tarport Frenzy     | Tarport Lizzy       | 1'15"8 |
| 1982  | Idéal du Gazeau    | France     | Alexis III       | Eugène Lefèvre      | Eugène Lefèvre        | Speed Circuit      | Snack Bar           | 1'15"8 |
| 1981  | Idéal du Gazeau    | France     | Alexis III       | Eugène Lefèvre      | Eugène Lefèvre        | Jorky              | Gator Bowl          | 1'15"4 |
| 1980  | Jorky              | France     | Kerjacques       | Léopold Verroken    | Léopold Verroken      | Clown's Pride      | Chorus Master       | 1'16"4 |
| 1979  | Pershing           | États-Unis | Nevele Pride     | Berndt Lindstedt    | Berndt Lindstedt      | The Last Hurrah    | Gibson              | 1'15"9 |
| 1978  | Charme Asserdal    | Suède      | Train Bloc       | Heikki Korpi        | Heikki Korpi          | The Last Hurrah    | Wayne Eden          | 1'14"7 |
| 1977  | Pershing           | États-Unis | Nevele Pride     | Berndt Lindstedt    | Berndt Lindstedt      | Grande Frances     | Waymaker            | 1'15"6 |
| 1976  | Wayne Eden         | États-Unis | Speedy Rodney    | Anselmo Fontanesi   | Anselmo Fontanesi     | Dauga              | College Record      | 1'16"  |
| 1975  | Timothy T.         | États-Unis | Ayres            | Giancarlo Baldi     | Giancarlo Baldi       | Wayne Eden         | Maqueteros          | 1'15"8 |
| 1974  | Timothy T.         | États-Unis | Ayres            | Giancarlo Baldi     | Giancarlo Baldi       | Chablis            | Flush               | 1'16"3 |
| 1973  | Latest Record      | États-Unis | Matastar         | Anselmo Fontanesi   | Anselmo Fontanesi     | Duke Hanover       | Udet Hanover        | 1'17"9 |
| 1972  | Top Hanover        | États-Unis | Ayres            | Gerhard Krüger      | Gerhard Krüger        | Lyon               | Dart Hanover        | 1'16"2 |
| 1971  | Une de Mai         | France     | Kerjacques       | Jean-René Gougeon   | Jean-René Gougeon     | Barbablu           | Bertina             | 1'16"8 |
| 1970  | Une de Mai         | France     | Kerjacques       | Jean-René Gougeon   | Jean-René Gougeon     | Keystone Spartan   | Agaunar             | 1'15"9 |
| 1969  | Eileen Eden        | États-Unis | Spectator        | Johannes Frömming   | Johannes Frömming     | Dart Hanover       | Une de Mai          | 1'16"5 |
| 1968  | Roquépine          | France     | Atus II          | Jean-René Gougeon   | Henri Levesque        | Eileen Eden        | Roitelet SS         | 1'16"5 |
| 1967  | Some Fire          | États-Unis | Rodney           | Anselmo Fontanesi   | Anselmo Fontanesi     | Spin Speed         | Pick Wick           | 1'17"2 |
| 1966  | Roquépine          | France     | Atus II          | Henri Levesque      | Henri Levesque        | Nimble Boy         | Marengo Hanover     | 1'18"4 |
| 1965  | Fury Hanover       | États-Unis | Hoot Mon         | Franco Albonetti    | Franco Albonetti      | Oscar RL           | Elma                | 1'18"4 |
| 1964  | Ozo                | France     | Vermont          | Johannes Frömming   | Johannes Frömming     | Steno              | Oscar RL            | 1'18"1 |
| 1963  | Hurst Hanover      | États-Unis | Kimberly Kid     | Giancarlo Baldi     | Giancarlo Baldi       | Torrid Song        | Darling Rodney      | 1'18"2 |
| 1962  | Newstar            | Italie     | Petit Jean III   | Walter Baroncini    | Walter Baroncini      | Ozo                | Vibo                | 1'18"1 |